# Cnebba
Cnebba (... – 554 circa) è stato nonno di Creoda di Mercia e figlio di Icel.
Suo figlio fu Cinevaldo.